# 阿久根市警察
阿久根市警察（あくねしけいさつ）は、かつて存在した鹿児島県阿久根市の自治体警察。

## 概要
従来の鹿児島県警察部が解体され、1948年（昭和23年）3月7日に出水郡阿久根町を管轄する自治体警察として阿久根町警察が設置された。
1952年（昭和27年）に阿久根町が市制施行し、阿久根市となったのに伴い、阿久根市警察に改称された。
1954年（昭和29年）に新警察法が公布された。これにより国家地方警察と自治体警察が廃止され、新たに都道府県警察として鹿児島県警察が発足。阿久根市警察も鹿児島県警察に統合され、姿を消した。